# アット・メラーニ

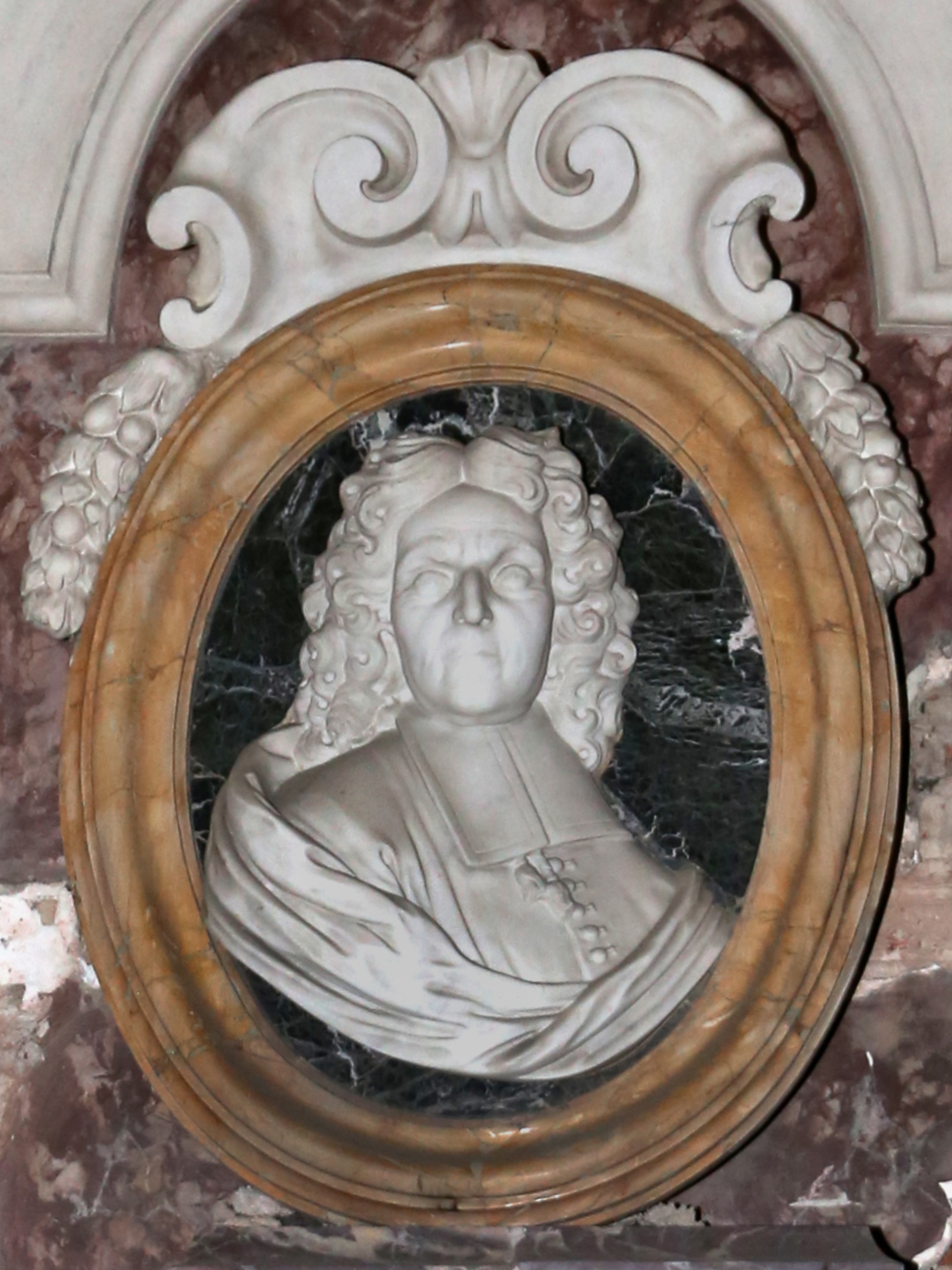
ピストイアのサン・ドメニコ教会にあるメラーニの像

アット・メラーニ（Atto Melani、1626年3月30日 - 1714年1月4日）は、イタリアのカストラート歌手、作曲家、外交官、スパイ。著名な歌手としてヨーロッパ各地、特にルイ14世時代のフランス宮廷に招かれた。後半生は主に外交と諜報活動を行った。

## 生涯
アット・メラーニはピストイア（当時はトスカーナ大公国領）に生まれた。メラーニ家は音楽家を輩出しており、アット・メラーニの2人の兄弟であるアレッサンドロ(1639-1703)とヤコポ(1623-1676)はいずれも作曲家として有名になった。とくにアレッサンドロ・メラーニは教会音楽のほかにドン・ファン伝説を扱った最初のオペラである『罰せられた悪党』(L'empio punito)の作曲家として知られる。
父のドメニコはピストイア司教に仕えて大聖堂の鐘を鳴らす職についており、アット・メラーニはおそらく教会で初期の音楽教育を受けたと考えられる。
1638年ごろフィレンツェでメディチ家の貴族マッティアス・デ・メディチ（トスカーナ大公コジモ2世の子）の庇護を受けた。1641年と翌年にヴェネツィアで歌い、1644年にはローマに滞在している。同年フランスの宰相でイタリア人の枢機卿マザランはイタリアオペラをフランスに持ち込むことを計画した。マザランの招きによってアット・メラーニは兄のヤコポらとともにフランスへ行き、ここでルイ14世の母であるアンヌ・ドートリッシュの寵愛を受けた。この頃からすでにメラーニは諜報活動を行っており、ヴェストファーレン条約のための交渉についてフィレンツェのマッティアスに送った1645年の書簡が現存している。
1645年にいったん帰国するが、1647年にふたたびフランスに戻ってルイージ・ロッシのオペラ『オルフェオ』 (Orfeo (Rossi)) で主役のオルフェオを演じて大成功した。しかし1649年にフロンドの乱を避けて帰国した。
1652年にメラーニはオーストリア大公フェルディナント・カールとアンナ・デ・メディチ（コジモ2世の娘）夫妻の北イタリア旅行に随行し、マントヴァとモデナを訪れた。メラーニはフィレンツェのメディチ家とフランス王家に加えてサヴォイア、マントヴァ、モデナからも庇護を受けた。翌1653年にはインスブルック、レーゲンスブルク、ミュンヘン、アウグスブルクの各地を旅行した。
1657年に再びマザランの招きでフランスに戻り、リュリの『病める恋人』(L'Amour malade)でタイトルロールを演じた。1660年にはフランチェスコ・カヴァッリ『セルセ』 (Xerse) でアルサメネ役を演じている。
同時にメラーニはその幅広い人脈を生かしてマザランの外交官としても働いた。1657年に神聖ローマ皇帝フェルディナント3世が没すると、親フランスのバイエルン選帝侯フェルディナントを皇帝に擁立するためにマザランの使いとしてミュンヘンを訪れている。またフランス・スペイン戦争を終結させるためのモンフェッラート侯国の領土問題の解決に参加したり、メディチ家のコジモ（後のコジモ3世）とマルゲリータ（ルイ14世の腹違いの妹）の結婚、コロンナ家のロレンツォ・オノフリオとマリー・マンシーニ（マザランの姪）の結婚の交渉にもかかわっている。マリー・マンシーニとは後にメラーニがローマに移った時代を含めて40年間以上にわたって文通があった。1660年にはフランスに帰化した。
1661年にマザランが死んでルイ14世の親政が始まると、風向きが変わって反イタリア感情が強まった。ニコラ・フーケが失脚し、メラーニはフーケからルイ14世の書簡の写しを得ていたことが露見してフランスでの地位を失い、イタリアに戻った。
1667年にローマ教皇アレクサンデル7世が没するとローマで同郷の枢機卿ジュリオ・ロスピリオージの教皇擁立のために運動したようである。同年6月にロスピリオージが教皇クレメンス9世として就任すると、メラーニはフランスとの関係を修復し、その後ルイ14世のために教皇領とコンクラーヴェに関する諜報活動を行い、政治・外交問題について助言を行った。
1679年ごろ再びパリに戻った。1714年にパリで没した。
作曲家としては15曲のカンタータを残している。

## 同性愛
フレイタスによると、正確なところは不明だが、メラーニがマントヴァおよびモンフェッラート公爵のカルロ2世・ゴンザーガ＝ネヴェルスと性的関係を持っていたことは確実だという。

## 関連書籍
イーストマン音楽学校のロジャー・フレイタスは2009年にメラーニに関する専著『Portrait of a Castrato』を出版した。メラーニの残した大量の書簡を元に研究を行っている。
- Portrait of a Castrato: Politics, Patronage, and Music in the Life of Atto Melani, New Perspectives in Music History and Criticism, Cambridge University Press, ISBN 9780521885218

リタ・モナルディとフランチェスコ・ソルティ (Monaldi & Sorti) の小説シリーズはメラーニを主人公としている。